# Julia Pou
María Julia Pou Brito del Pino (Montevideo, 10 de junio de 1947) es una política uruguaya perteneciente al Partido Nacional, esposa del expresidente de Uruguay Luis Alberto Lacalle y madre del expresidente Luis Lacalle Pou.

## Biografía
Hija del doctor Alejandro Pou de Santiago y de María Eloísa Julia Brito del Pino Bordoni, tiene dos hermanos sanguíneos, Gonzalo y Alejandro.
Casada con Luis Alberto Lacalle desde 1970, tiene tres hijos: Pilar, Luis Alberto y Juan José, y cuatro nietos: Luis Alberto, Violeta, Juan Manuel y Juan José.
Estudió Letras en la Universidad de La Sorbona, en París, sin llegar a diplomarse. 
Siendo primera dama, en 1990 fundó Acción Solidaria, una organización no gubernamental filantrópica, que presidió hasta 1997 cuando decidió dedicarse a la actividad política. Fundó luego la agrupación política Acción Comunitaria (lista 400), que congregó entre otras personas a Beatriz Argimón y Rosario Medero, y fue elegida senadora de la República para el período 2000-2005. También fue candidata a la Intendencia de Canelones en las elecciones municipales de 2000 Lo cual generó controversia dentro y fuera del Partido Nacional, puesto que María Julia no vivía en el departamento de Canelones.